# 슈퍼트론
《슈퍼트론》은 선우앤컴퍼니가 제작한 대한민국의 애니메이션으로, 2023년 8월 10일부터 11월 16일까지 KBS 2TV에서 매주 목요일 오후 5시에 방영했다가, 2025년 3월 27일부터 SBS TV에서 매주 목요일 오후 5시 50분에 방영했다가, 5월 11일까지 같은 채널에서 매주 일요일 오전 7시 10분에 방영했다.

## 방영 일시
| 방송 채널 | 방송일                      | 방송 시간 |
| --------- | --------------------------- | --------- |
| KBS 2TV   | 2023년 8월 10일 ~ 11월 16일 | 종료      |
| SBS TV    | 2025년 3월 27일 ~ 5월 11일  | 종료      |

## 등장 인물
- 강찬
- 누트
- 진세라
- 진박사
- 강찬의 어머니
- 강찬의 외삼촌
- 최고
- 진우
- 윤호
- 타라칸
- 비너스
- 타노

## 등장 공룡
- 티란 파워트론(티란+파워트론)
- 케라 파이어트론(케라+파이어트론)
- 안키 탱크트론(안키+탱크트론)
- 벨롭 레이싱트론(벨롭+레이싱트론)
- 테리 제트트론(테라+제트트론)

## 목소리 출연
- 김자연: 강찬
- 김명준: 누트, 벨롭
- 사문영: 세라, 비너스
- 이현: 타노, 외삼촌
- 신용우: 진박사, 케라
- 한복현: 타라칸, 티란
- 정유정: 강찬엄마, 윤호, 테리
- 권성혁: 최고, 안키
- 김연우: 진우, 담임선생님

## 제작진

### KBS 2TV
- 책임프로듀서: 손수희
- 프로듀서: 이순주
- 제작: 강문주
- 감독: 이병직
- 에피소드 감독: 송인욱
- 기획 프로듀서: 조동한, 권오성
- 제작 총괄: 홍용표
- 제작 프로듀서: 조홍철
- 프로덕션 코디네이터: 이승종
- 조연출: 김덕연
- 시나리오: 신헤원, 전영하, 이윤희
- 시나리오 개발: 강문주, 조동한, 홍용표, 이충복
- 미술 감독: 구현서
- 콘셉트 디자인: 황영상, 민중기, 변종혁
- 에피소드 디자인: 임다은, 김수현, 김기빈, 김예슬
- 스토리보드: 여상은, 김유강, 김태현, 안상욱, 이환희, 조인택, 신준하
- 3D모델링 리드: 유재하
- 3D모델링: 박진희, 유성경, 이예솔, 송태진, 정선균, 유수민
- 3D애니메이션 리드: 곽기민
- 3D애니메이션: 강종국, 정선미, 정용현, 최민석, 김지은, 김지수, 배현수, 김민현, 신경원, 송길헌, 조홍준, 박성준, 문효란, 김대홍, 곽성우, 왕홍봉, 두솨이, 백지펑, 원설빙, 장성양, 유욱, 조펑래, 서위가, 서책, 이장우, 캉청청, 왕가희, 유중화, 왕홍, 김현배, 박미영, 이지은, 안병은
- 라이팅/렌더/합성 리드: 홍용표, 김종윤
- 라이팅/렌더/합성: 최유진, 임완혁, 이승건, 김병수, 한재승, 최신정, 정관경, 김월매, 송길헌, 조홍준, 박성준, 문효란, 주준철, 팡건, 조욱, 유군형, 우영락, 주가파, 장춘리, 노패봉, 이남, 마초, 장솽
- 음악감독: 김정아
- 음악팀: 최창국, 박진현, 윤주현, 서유원
- 주제곡 노래: 임단우
- 주제곡 작·편곡: 윤주현, 김정아
- 주제곡 작사: 권오성, 김정아
- 녹음: 사운즈쿨
- 믹싱: PWL
- 마스터링: 사운드맥스
- 사운드 감독: 조일오
- 믹싱: 이학준
- 녹음·사운드 디자인: 이학준, 이유진
- 녹음 연출: 유선주
- 제작협력: 아이콘픽펴스/DPS/자이언트/퍼플/캐릭션/메타22/적목전설/일렉트릭서커스/CIC미디어/메이스튜디오/플롯/사운즈쿨/PWL/사운드맥스
- 제작지원: 한국콘텐츠진흥원
- 공동제공: Tencent Video
- 애니메이션 제작: Engine Media & Brands Ltd.[주 1]
- 편집기사: 남종현
- 사업/마케팅: 조동한, 조원식, 이헌구, 이은환, 허영진
- 회계/관리: 이신환, 이영미
- 홈페이지: 김연재, KBS미디어
- 종합편집: 이수은
- 자막디자인: 황은서
- 조연출: 차한결
- 연출: 이순주
- 기획: KBS
- 제작: SUNWOO & COMPANY

### SBS
- 기획제작·총괄: 강문주
- 기획책임: 이동협
- 감독: 이병직
- 에피소드 감독: 송인욱, 허준범
- 기획 프로듀서: 조동한, 권오성
- 제작 프로듀서: 권영숙, 조홍철
- 제작 코디네이터: 김덕연, 이승종
- 조연출: 김덕연
- 시나리오: 신혜원, 전영하
- 시나리오 개발: 강문주, 조동한, 이병직
- 미술: 황영상
- 스토리보드: 여상은, 김유강, 김태현, 안상욱, 이완희, 조인택, 최현명, 박정훈
- 편집: 남종현
- 3D 모델링 리드: 유재하
- 3D 리깅: 이석관
- 3D 애니메이션 리드: 이순, 강종국, 주은전
- 3D 애니메이션: 진백주, 최준요, 황무용, 증사원, 이가은, 진허이, 진건립
- 라이팅·렌더·합성 리드: 김병수, 유위보
- 라이팅·렌더·합성: 최선정, 박혜련, 유균제, 진쇠용, 반성, 농준기, 진조걸, 유량위, 산경, 황지, 정소희, 홍학림
- UHD 리마스터링: 박도은
- UHD 종편 CG: 정호선
- 조연출: 맹다연
- 음악감독: 김정아
- 음악팀: 최창국, 박진현, 윤주현, 서유원
- 주제곡 노래: 임단우
- 주제곡 작·편곡: 윤주현, 김정아
- 주제곡 가사: 권오성, 김정아
- 주제곡 녹음: 사운즈쿨
- 주제곡 믹싱: PWL
- 주제곡 마스터링: 사운드맥스
- 사운드 감독: 조일오
- 믹싱·녹음: 이학준
- 사운드 디자인: 이학준, 조범준
- 녹음 연출: 배준후
- 제작협력: 캐릭션, CIC미디어, 사운즈쿨, PWL, 사운드맥스
- 제작지원: 한국콘텐츠진흥원
- 공동제공: Tencent Video
- 제작협업: Engine Media & Brands Ltd.
- 사업·마케팅: 조동한, 이헌구, 서재영, 허영진, 한지수, 정소영
- 회계·관리: 이신환, 이영미
- 웹기획: 김준성 (언급되지 않음)
- 웹운영: 이은희 (언급되지 않음)
- 웹디자인: 김비치 (언급되지 않음), 김혜연 (언급되지 않음)
- 기획: SBS
- 제작: SUNWOO & COMPANY

## 방영 목록
| 회차       | 주제                                | 방송 일자        |
| ---------- | ----------------------------------- | ---------------- |
| 1화        | 강찬, 진짜 공룡을 만나다!           | 2023년 8월 10일  |
| 2화        | 누트와 트론, 그리고 합체!           | 2023년 8월 17일  |
| 3화        | 비너스와 타노의 등장!               | 2023년 8월 24일  |
| 4화        | 다이노스터와 숨겨진 4마리의 공룡들! | 2023년 8월 31일  |
| 5화        | 천재소녀! 전학생 세라               | 2023년 9월 7일   |
| 6화        | 뜀틀은 무서워!                      | 2023년 9월 14일  |
| 7화        | 위기의 전망타워                     | 2023년 9월 21일  |
| 8화        | 슈퍼트론, 산사태를 막아내라         | 2023년 10월 12일 |
| 9화        | 위기의 티란과 최면술 공격           | 2023년 10월 19일 |
| 10화       | 알도둑을 잡아라!                    | 2023년 10월 26일 |
| 11화       | 강찬, 네 자신감을 가져!             | 2023년 11월 2일  |
| 12화       | 케라와 몬스터의 비밀 1              | 2023년 11월 9일  |
| 13화       | 케라와 몬스터의 비밀 2              | 2023년 11월 16일 |
| 14화       | 보이지 않는 몬스터                  | 2025년 3월 27일  |
| 15화       | 도시를 덮은 거미줄                  | 2025년 4월 3일   |
| 16화       | 거대 먹보 몬스터 등장               | 2025년 4월 10일  |
| 17화       | 돌이 된 파워트론                    | 2025년 4월 17일  |
| 18화       | 진짜 안키와 가짜 안키를 구별해내라  | 2025년 4월 24일  |
| 19화       | 해변축제와 풍선 부는 몬스터         | 2025년 5월 1일   |
| 최종화(20) | 개기일식과 어둠의 몬스터            | 2025년 5월 11일  |

## 결방 및 편성안내
- 2023년 9월 28일: 추석연휴 및 항저우 아시안 게임의 관계로 인해 결방했다.
- 2023년 10월 5일: 항저우 아시안 게임의 관계로 인해 결방했다.

## 완구 제품
- 바리온 워치 세트

### 합체 공룡 시리즈
- 01. 티란 파워트론
- 02. 케라 파이어트론
- 03. 안키 탱크트론
- 04. 벨롭 레이싱트론
- 05. 테리 제트트론